# Mark Davis (Unternehmer)

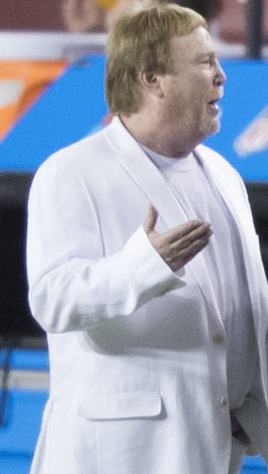
Mark Davis, 2017

Mark Davis (* 18. Mai 1955) ist ein US-amerikanischer Unternehmer und Besitzer des NFL-Teams Las Vegas Raiders.

## Leben
Mark Davis besuchte die California State University. Später arbeitete er als Unternehmer in der Gastronomiebranche. Er übernahm das American-Football-Team Oakland Raiders im Jahr 2011 von seinem Vater Al Davis. Außerdem ist er Eigentümer des Teams Las Vegas Aces, das in der Women’s National Basketball Association (WNBA) spielt.